# سینامون ایر
سینامون ایر (به انگلیسی: Cinnamon Air) یک شرکت هواپیمایی با کد یاتا C7 است که در ۲۰۱۲ میلادی تأسیس شده و در ۲۰۱۳ فعالیتش را آغاز کرده‌است. دفتر مرکزی سینامون ایر در کلمبو، سری‌لانکا واقع شده‌است و قطب این شرکت هواپیمایی در فرودگاه بین‌المللی باندرانیکی قرار دارد و به ۹ مقصد، پرواز انجام می‌دهد.